# Laophonte australasica
Laophonte australasica is een eenoogkreeftjessoort uit de familie van de Laophontidae. De wetenschappelijke naam van de soort is voor het eerst geldig gepubliceerd in 1882 door Thomson G.M..